# Andrea Cambiaso
Andrea Cambiaso (sinh ngày 20 tháng 2 năm 2000) là một cầu thủ bóng đá chuyên nghiệp người Ý hiện đang thi đấu ở vị trí hậu vệ cánh tấn công cho câu lạc bộ bóng đá Juventus tại Serie A và Đội tuyển bóng đá quốc gia Ý.

## Sự nghiệp câu lạc bộ

### Genoa
Cambiaso là thành phẩm của các đội trẻ câu lạc bộ Genoa. Anh đã dành các mùa giải 2017–18 và 2018–19 theo dạng cho mượn tại câu lạc bộ Serie D là Albissola và Savona. Anh đã giúp Albissola thăng hạng lên Serie C.

#### Cho mượn tại Alessandria và Empoli
Vào ngày 2 tháng 8 năm 2019, Cambiaso gia nhập câu lạc bộ Serie C Alessandria theo dạng cho mượn từ Genoa. Anh ra sân ngay từ đầu và chơi toàn bộ trận ra mắt cho Alessandria vào ngày 25 tháng 8 năm 2019 trong trận đấu gặp Gozzano tại ngày thi đấu mở màn Serie C. Cambiaso bị rách dây chằng chéo trước vào ngày 4 tháng 12 năm 2019 trong trận đấu với U-23 Juventus, lần ra sân thứ 17 của anh cho câu lạc bộ. Chấn thương này khiến anh không thể thi đấu trong phần còn lại của mùa giải 2019–20.
Vào ngày 21 tháng 9 năm 2020, anh gia nhập câu lạc bộ Empoli tại Serie B theo dạng cho mượn kèm theo tùy chọn mua đứt. Anh chơi 7 trận trong mùa giải 2020–21 cho câu lạc bộ.

#### Quay trở lại Genoa
Cambiaso trở lại Genoa cho mùa giải 2021–22 và ghi bàn thắng đầu tiên tại Serie A vào ngày 29 tháng 8 năm 2021 trong trận thua 2–1 trên sân nhà trước Napoli.

### Juventus
Vào ngày 14 tháng 7 năm 2022, Cambiaso đã ký hợp đồng có thời hạn 5 năm với Juventus. Ngày hôm sau, Cambiaso gia nhập Bologna theo dạng cho mượn trong một mùa giải.
Vào ngày 28 tháng 10 năm 2023, anh ghi bàn thắng đầu tiên cho Juventus ở phút bù giờ thứ sáu trong chiến thắng 1–0 trước Hellas Verona. Vào ngày 15 tháng 5 năm 2024, Cambiaso ra sân trong trận chung kết Coppa Italia khi Juventus đánh bại Atalanta với tỷ số 1–0 để giúp đội giành cúp quốc gia lần thứ 15. Vào ngày 24 tháng 5, anh gia hạn hợp đồng với câu lạc bộ đến năm 2029.

## Sự nghiệp quốc tế
Cambiaso được triệu tập vào đội tuyển Ý tham dự các trận đấu vòng loại UEFA Euro 2024 với Bắc Macedonia và Ukraina, lần lượt vào ngày 17 và 20 tháng 11 năm 2023.
Vào ngày 21 tháng 3 năm 2024, Cambiaso ra mắt đội tuyển Ý trong trận giao hữu với Venezuela.
Vào tháng 6 năm 2024, Cambiaso được huấn luyện viên Luciano Spalletti điền tên vào đội hình Ý tham dự UEFA Euro 2024. Anh ra sân tại tất cả các trận đấu UEFA Euro 2024 của Ý cho đến khi phải từ giã khỏi giải đấu sau khi nhận thất bại 2–0 trước Thụy Sĩ tại vòng 16 đội.

## Thống kê sự nghiệp

### Câu lạc bộ
Tính đến 25 tháng 1 năm 2025
| Câu lạc bộ          | Mùa giải            | Giải vô địch        | Giải vô địch | Giải vô địch | Cúp quốc gia | Cúp quốc gia | Châu lục | Châu lục | Khác | Khác | Tổng cộng | Tổng cộng |
| Câu lạc bộ          | Mùa giải            | Hạng đấu            | Trận         | Bàn          | Trận         | Bàn          | Trận     | Bàn      | Trận | Bàn  | Trận      | Bàn       |
| ------------------- | ------------------- | ------------------- | ------------ | ------------ | ------------ | ------------ | -------- | -------- | ---- | ---- | --------- | --------- |
| Genoa               | 2015–16             | Serie A             | 0            | 0            | 0            | 0            | –        | –        | –    | –    | 0         | 0         |
| Genoa               | 2016–17             | Serie A             | 0            | 0            | 0            | 0            | –        | –        | –    | –    | 0         | 0         |
| Genoa               | 2021–22             | Serie A             | 26           | 1            | 2            | 0            | –        | –        | –    | –    | 28        | 1         |
| Genoa               | Tổng cộng           | Tổng cộng           | 26           | 1            | 2            | 0            | –        | –        | –    | –    | 28        | 1         |
| Albissola (mượn)    | 2017–18             | Serie D             | 21           | 0            | –            | –            | –        | –        | 3    | 0    | 24        | 0         |
| Savona (mượn)       | 2018–19             | Serie D             | 32           | 2            | –            | –            | –        | –        | 4    | 0    | 36        | 2         |
| Alessandria (mượn)  | 2019–20             | Serie C             | 17           | 0            | 1            | 0            | –        | –        | 1    | 0    | 19        | 0         |
| Empoli (mượn)       | 2020–21             | Serie B             | 7            | 0            | 2            | 0            | –        | –        | –    | –    | 9         | 0         |
| Bologna (mượn)      | 2022–23             | Serie A             | 32           | 0            | 2            | 0            | –        | –        | –    | –    | 34        | 0         |
| Juventus            | 2023–24             | Serie A             | 34           | 2            | 5            | 1            | –        | –        | –    | –    | 39        | 3         |
| Juventus            | 2024–25             | Serie A             | 21           | 2            | 0            | 0            | 6        | 0        | 1    | 0    | 28        | 2         |
| Juventus            | Tổng cộng           | Tổng cộng           | 55           | 4            | 5            | 1            | 6        | 0        | 1    | 0    | 67        | 5         |
| Tổng cộng sự nghiệp | Tổng cộng sự nghiệp | Tổng cộng sự nghiệp | 190          | 7            | 12           | 1            | 6        | 0        | 9    | 0    | 217       | 8         |

1. ↑  Bao gồm Coppa Italia
2. ↑  Ra sân tại play-off Scudetto Serie D
3. ↑  Ra sân tại play-off thăng hạng Serie D
4. ↑  Ra sân tại play-off thăng hạng Serie C
5. ↑  Ra sân tại UEFA Champions League
6. ↑  Ra sân tại Supercoppa Italiana

### Quốc tế
Tính đến 17 tháng 11 năm 2024
| Đội tuyển quốc gia | Năm       | Trận | Bàn |
| ------------------ | --------- | ---- | --- |
| Ý                  | 2024      | 13   | 2   |
| Tổng cộng          | Tổng cộng | 13   | 2   |

#### Danh sách bàn thắng quốc tế
Tính đến 17 tháng 11 năm 2024
Tỷ số và kết quả liệt kê bàn thắng của Ý được để trước, cột tỷ số cho biết tỷ số sau mỗi bàn thắng của Cambiaso.
| # | Ngày                 | Địa điểm                 | Trận | Đối thủ | Bàn thắng | Kết quả | Giải đấu                                 |
| - | -------------------- | ------------------------ | ---- | ------- | --------- | ------- | ---------------------------------------- |
| 1 | 10 tháng 10 năm 2024 | Stadio Olimpico, Roma, Ý | 10   | Bỉ      | 1–0       | 2–2     | UEFA Nations League 2024–25 (hạng đấu A) |
| 2 | 17 November 2024     | San Siro, Milano, Ý      | 13   | Pháp    | 1–2       | 1–3     | UEFA Nations League 2024–25 (hạng đấu A) |